# Uladsimir Parfjanowitsch
Uladsimir Uladsimirawitsch Parfjanowitsch (belarussisch Уладзімір Уладзіміравіч Парфяновіч; russisch Владимир Владимирович Парфенович; * 2. Dezember 1958 in Minsk) ist ein ehemaliger sowjetisch-belarussischer Kanute, dreifacher Olympiasieger und Politiker.

## Sport
Bei den Olympischen Sommerspielen 1980 in Moskau konnte er als bisher einziger Kanute drei Goldmedaillen an denselben Olympischen Spielen gewinnen. Er war siegreich im Einer-Kajak über 500 m und zusammen mit Sergei Tschuchrai gewann er die Wettkämpfe im Zweier-Kajak über 500 m und 1000 m.
Er wurde zudem Weltmeister in den Jahren 1979, 1981, 1982 und 1983.

## Politik
Nachdem er seine Sportler-Karriere beendet hatte, arbeitete er für das Sportministerium in Belarus, das KGB und für Polizeieinheiten.
Im Jahr 2000 trat er bei den Parlamentswahlen an und war erfolgreich. Er ist seither ein scharfer Kritiker von Aljaksandr Lukaschenka, dem Präsidenten von Belarus. Am 3. Juni 2004 trat er mit zwei weiteren Parlamentariern in einen Hungerstreik, um dagegen zu protestieren, dass der Parlamentsvorsitzende ihre Vorschläge zur Änderung der Wahlgesetze nicht zur Abstimmung brachte. Sie stoppten ihren Hungerstreik nach 18 Tagen am 21. Juni, als das Parlament gegen ihre Vorschläge stimmte.
Einen Monat später organisierten er und seine Kollegen eine friedlichen Protest, der von der Polizei niedergeschlagen wurde.
Parfjanowitsch war Mitglied des nationalen Olympischen Komitees.